# Brachycyrtus xorix
Brachycyrtus xorix är en stekelart som beskrevs av Ian D. Gauld och Ward 2000. Brachycyrtus xorix ingår i släktet Brachycyrtus och familjen brokparasitsteklar. Inga underarter finns listade.